# Рудольф I (король Германии)
Рудольф I (нем. Rudolf von Habsburg; 1 мая 1218, замок Лимбург, Засбах близ Фрайбурга, Германия — 15 июля 1291, Шпайер, Германия) — король Германии с 29 сентября 1273 года, первый представитель династии Габсбургов на престоле Священной Римской империи и основатель Австрийской монархии Габсбургов.

## Молодые годы
Рудольф был сыном Альбрехта IV, графа Габсбурга, и Гельвиги фон Кибург. В 1239 году, после смерти отца, Рудольф унаследовал родовые владения Габсбургов в Эльзасе и Аргау в северной Швейцарии. Брак с Гертрудой Гогенберг, наследницей обширного графства в центральной Швабии, сделал Рудольфа I одним из крупнейших правителей юго-западной Германии.
В молодости Рудольф I был активным сторонником императора Фридриха II и его сына Конрада IV, что принесло ему дополнительные земельные владения в Швабии. В 1254 году за поддержку Конрада IV Рудольф Габсбург был отлучён от церкви папой римским Иннокентием IV.
После прекращения династии Гогенштауфенов на имперском престоле, в Германии установился период междуцарствия, характеризующийся отсутствием центральной власти и постоянными военными конфликтами между различными претендентами на престол. Ситуация анархии позволила Рудольфу Габсбургу увеличить свои владения и влияние в стране. По смерти последнего графа Кибургского в 1264 году Рудольф унаследовал его владения, борьба с епископами Страсбурга и Базеля (в последнем случае удалось подчинить обе партии базельского дворянства - попугаев и звёзд) также завершилась удачно для Габсбурга. В результате к началу 1270-х годов Рудольф стал самым влиятельным правителем в Швабии, хотя престол этого герцогства ему получить не удалось.

## Король Германии
После смерти в 1272 году германского короля Ричарда Корнуольского, 1 октября 1273 года во Франкфурте собравшиеся здесь князья империи выбрали Рудольфа Габсбурга новым королём Германии. Избрание Рудольфа во многом состоялось благодаря его поддержке Фридрихом III Гогенцоллерном, бургграфом Нюренберга, а также герцогами Саксен-Виттенбергским Альбрехтом II и Баварским Людвигом II, за которых были выданы дочери Рудольфа. Главными соперниками Габсбурга на выборах короля были Пржемысл Отакар II, король Чехии, и Фридрих I, маркграф Мейссена.
24 октября 1273 года Рудольф I был коронован в Ахене. С самого начала своего правления в качестве короля Германии, Рудольф Габсбург занялся укреплением центральной власти после десятилетий анархии. Ему удалось завоевать признание папы римского Григория X ценой отказа от претензий германских королей на власть в Италии и престол Сицилии. Он также обещал организовать новый крестовый поход. Рудольф I так никогда и не короновался императором Священной Римской империи, предпочитая сотрудничество с папой итальянским авантюрам.
Несмотря на то, что выбравшие Рудольфа князья надеялись на его покорность, он начал проводить собственную политику в империи, целью которой стало укрепление стабильности и защита имперского имущества. В ноябре 1274 года в Нюрнберге был созван рейхстаг, в то время ещё не имевший чёткой формы и представлявший собой собрание представителей земель, которые принимали участие в обсуждениях, но принятие решений оставалось за императором. На этом рейхстаге, предварительно заручившись поддержкой князей, Рудольф изложил свою программу «требования возврата», предполагающую возврат в имперскую собственность всего имущества и прав, узурпированных или уступленных князьям с момента низложения Фридриха II в 1245 году. Только при согласии короля и курфюрстов и после возврата они могли быть получены обратно. Более поздние заявления Рудольфа о том что, любой акт дарения имущества не будет иметь силы без согласия большинства князей, свидетельствовали об укрепляющемся императорско-княжеском дуализме Империи.

100 шиллингов 1978 год — австрийская памятная монета с портретом короля Рудольфа I по поводу 700-летия битвы у Сухих Крут.

Такая политика была не совсем успешной, так как империи не всегда удавалось сохранить контроль над обретенными вновь правами, землями и доходами, поскольку было сложно провести четкую границу между имперским имуществом и владениями короля. Кроме того, эта политика затрагивала права различной природы и совершенно разного значения. Иногда это касалось отдельных категорий прав, отдельных замков, лугов или прудов, а иногда речь шла о целых владениях или землях. К тому же, в возвращенных землях, требовалось следить за их управлением. В этой области Рудольф заложил основы долгосрочной имперской политики. Первые робкие ростки современной бюрократии проглядываются в большом количестве управляющих и уполномоченных лиц в возвращенных областях.

## Борьба с Пржемыслом Отакаром II

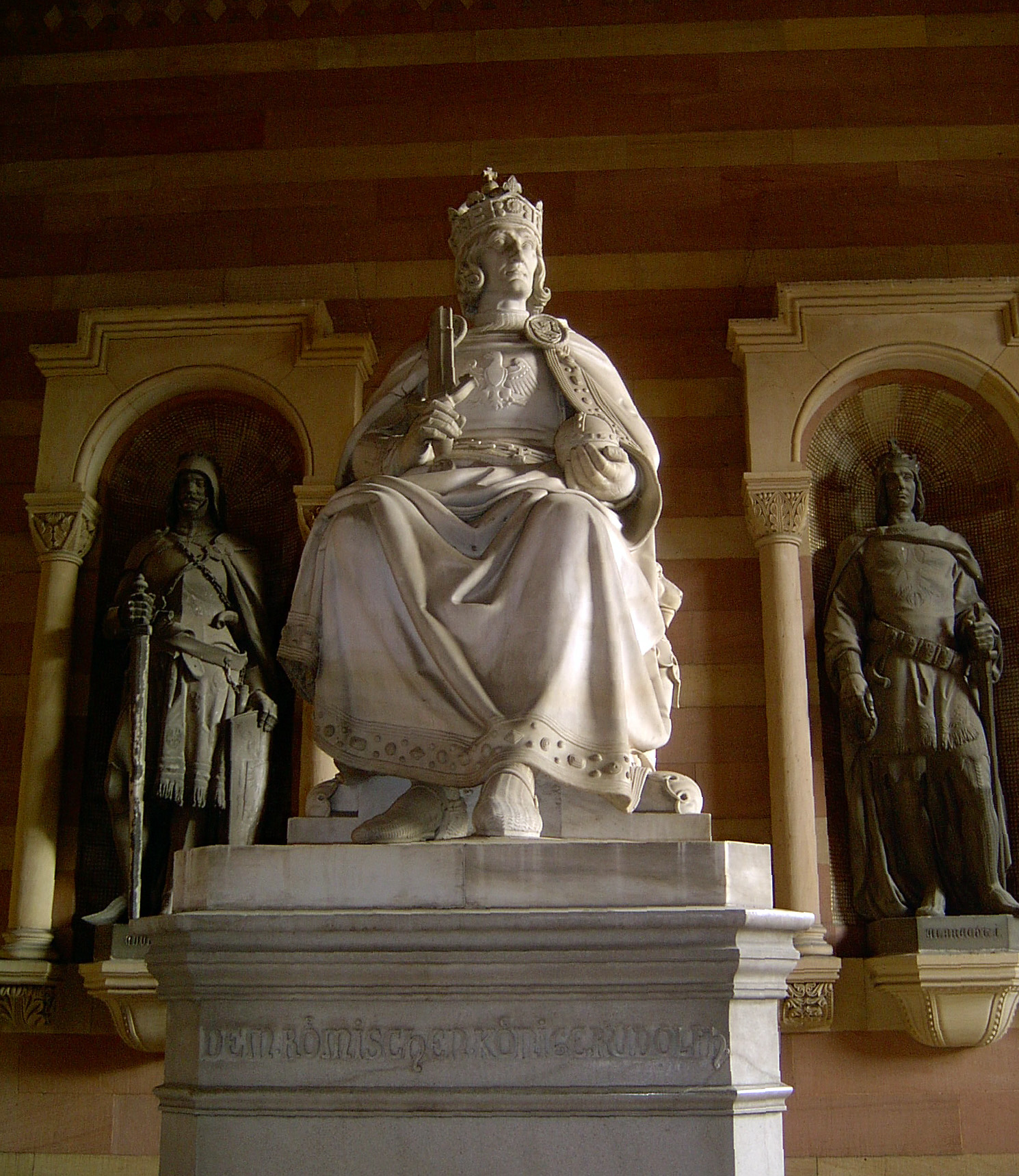
Подчеркивающее исторический момент изображение Рудольфа I в вестибюле Шпайерского кафедрального собора. 19-й век.

Постановления Нюрнбергского рейхстага 1274 года о возврате имперского имущества были прежде всего направлены против чешского короля Пржемысла Отакара II, который в 1250-х — 1260-х годах создал крупное государство на юго-востоке Германии, объединив под своей властью Чехию, Моравию, Австрию, Штирию, Каринтию и Крайну. Рудольф I пригласил Отакара II для дачи клятвы верности, что позволило бы ему получить имперский лен и признание за ним наследственных прав на Чехию и Моравию. Права Отакара II на австрийское наследство Бабенбергов, однако, признаны не были. После того, как чешский король отказался принести оммаж на таких условиях, он был объявлен изменником. Рудольф получил поддержку папы Григория X, чьи попытки урегулировать конфликт провалились.
В июне 1276 года началась война между Рудольфом и Отакаром, в которой последний потерпел поражение и в конце 1276 года был вынужден отказаться от Австрии, Штирии, Каринтии и Крайны, которые перешли под контроль короля Германии. Рудольф I триумфально въехал в Вену. Однако уже в следующем году Отакар II вновь выступил против короля, но 26 августа 1278 года в битве у Сухих Крут в Моравии чешская армия была разбита Рудольфом I, а сам Пржемысл Отакар II погиб.

## Установление династии Габсбургов в Австрии
Получив в результате победы над чешским королём власть над Австрией и прилегающими герцогствами, Рудольф I занялся превращением этих территорий в наследственные владения Габсбургов. Первоначально он встретил сопротивление князей империи идее образования обширной габсбургской монархии на юго-востоке Германии. Лишь в 1282 году король официально передал Австрию и Штирию в наследственное владение своим сыновьям Альбрехту I и Рудольфу II. Таким образом в Австрии установилась династия Габсбургов, которая сохраняла австрийский престол до 1918 года. Каринтия и Крайна в 1286 году были переданы соратнику Рудольфа I Мейнхарду II Тирольскому с условием, что по прекращении прямого мужского потомства Мейнхарда эти герцогства также отойдут Габсбургам. Формирование Австрийской монархии Габсбургов, вероятно, стало самым значимым достижением короля Рудольфа I.

## Конец правления
В 1280-х годах Рудольф I занимался не только своими новоприобретёнными владениями, но и родовыми землями Габсбургов в юго-западной Германии. В 1281 году ему удалось присоединить ряд ленов во Франш-Конте, а затем подчинить своей власти город Берн и добиться принесения оммажа от пфальцграфа Бургундского.
В сфере обеспечения спокойствия и безопасности в Германии Рудольфу I не удалось достичь многого. Он неоднократно объявлял о введении «земского мира» на территории отдельных племенных герцогств или всей Германии, однако нехватка военных и материальных ресурсов, а также особой энергичности в осуществлении собственных решений, не позволяла ему сломить непокорных немецких князей. Лишь экспедиция короля в 1289 году в Тюрингию имела значительный эффект: незаконно возведённые замки баронов были снесены, аристократия приведена в повиновение. Концентрация Рудольфа I на интересах своей семьи и создании Австрийской монархии Габсбургов привела к тому, что для Германии в целом его правление не имело значительного позитивного эффекта.
В 1291 году Рудольф I попытался при жизни обеспечить избрание королём Германии своего сына Альбрехта I, однако немецкие князья, опасаясь усиления Габсбургов, отказались это сделать. 15 июля 1291 года король Рудольф I скончался в Шпайере и был похоронен в Шпайерском кафедральном соборе.

## Брак и дети
- Внебрачный сын: Альбрехт фон Шенкенберг

- 1-я жена: (с 1245 года) — Гертруда фон Гогенберг (1225 — 16 февраля 1281), старшая дочь графа Бурхарда V Гогенберга и его жены пфальцграфини Мехтильды фон Тюбинген, дочери пфальцграфа Рудольфа II Тюбингена. Дети:
  - Матильда (1251—1304), замужем (с 1273 года) за Людвигом II (1229—1294), герцогом Верхней Баварии
  - Альбрехт I (июль 1255 — 1 мая 1308), король Германии (с 1298 года), герцог Австрии (с 1282 года)
  - Катарина (1256 — 4 апреля 1282), замужем (с 1279 года) за Оттоном III, герцогом Баварии
  - Агнесса (1257—1322), замужем (с 1273 года) за Альбрехтом II, герцогом Саксен-Виттенбергским
  - Хедвига (1259—1286), замужем (с 1279 года) за Оттоном VI, маркграфом Бранденбурга
  - Клеменция (1262—1293), замужем (с 11 января 1281 года) за Карлом Мартеллом Анжуйским
  - Гартман (1263 — 20 декабря 1281)
  - Рудольф II (июль 1270 — 10 мая 1290), герцог Австрии
  - Ютта (13 марта 1271 — 18 июня 1297), замужем (с 1285 года) за Вацлавом II, королём Чехии
  - Карл (1276—1276)
- 2-я жена: (с мая 1284 года) — Изабелла Бургундская (1270—1323), дочь Гуго IV, герцога Бургундии и Беатрисы Наваррской, дочери Тибо IV Трубадура, короля Наварры и графа Шампани. Брак был бездетным.